# Operación Barras
La Operación Barras fue una operación del Ejército Británico que tuvo lugar en Sierra Leona el 10 de septiembre de 2000. La operación pretendía liberar a cinco soldados británicos del Regimiento Real Irlandés que habían sido apresados por un grupo de milicia llamado los "West Side Boys". Los soldados formaban parte de una patrulla que regresaba de una visita a las Fuerzas de Paz jordanas pertenecientes a la Misión de Naciones Unidas en Sierra Leona (UNAMSIL) en Masiaka el 25 de agosto de 2000 cuando se salieron de la carretera principal y bajaron por una pista hacia el pueblo de Magbeni. Allí la patrulla fue vencida por un gran número de rebeldes fuertemente armados, fueron tomados prisioneros, y transportados a Gberi Bana en el lado opuesto de Rokel Creek.
El Ejército Británico negoció la liberación de seis de los once hombres de la patrulla, pero no fue capaz de liberar a su enlace en el Ejército de Sierra Leona ni a los demás hombres antes de que las demandas de los West Side Boys se volvieran cada vez menos realistas. Los negociadores concluyeron que estas eran tácticas dilatorias más que un esfuerzo por resolver la crisis; para el 9 de septiembre los soldados llevaban retenidos ya una quincena. Temiendo que los soldados fueran asesinados o trasladados a una ubicación de la que fuera más difícil su extracción, el Gobierno Británico autorizó un asalto sobre la base de los West Side Boys, que tendría lugar al amanecer del día siguiente, 10 de septiembre.
La operación de tierra estuvo dirigida por el Escuadrón D, 22 Regimiento del Servicio Aéreo Especial—que asaltó Gberi Bana en un intento por liberal al Real Irlandés—y por elementos del 1.er Batallón, Regimiento de Paracaidistas (1 PARA), que lanzó un ataque de distracción en Magbeni. La operación liberó a los cinco soldados así como a veintiún civiles de Sierra Leona que habían sido hechos prisioneros por los West Side Boys. Al menos veinticinco West Side Boys fueron asesinados en el ataque, así como un soldado británico, mientras que dieciocho West Side Boys—incluido el líder de la banda, Foday Kallay—fueron tomados prisioneros y más tarde transferidos a la Policía de Sierra Leona para su custodia. Muchos West Side Boys huyeron durante el asalto, y unos 300 se rindieron a las Fuerzas de Paz de la ONU en esa quincena.
La operación restauró la confianza en las Fuerzas británicas que operaban en Sierra Leona, que había sido dañada por la captura de la patrulla Real Irlandesa. Tras la operación, el Gobierno británico aumentó su ayuda a las UNAMSIL y sus esfuerzos para poner fin a la guerra civil de Sierra Leona, tanto políticamente, a través del Consejo de Seguridad de las Naciones Unidas, como a través de la provisión de oficiales de Estado Mayor para apoyar a las UNAMSIL. El éxito del 1 PARA en la Operación Barras influyó en la creación del Grupo de Apoyo a las Fuerzas Especiales—una unidad permanente, inicialmente construida alrededor de 1 PARA, cuya función es actuar como fuerza multiplicadora para las Fuerzas Especiales británicas en operaciones grandes o complejas.

## Antecedentes
Sierra Leona es una antigua colonia británica en África Occidental cerca del ecuador, con una área de 71 740 kilómetros cuadrados (27,700 millas cuadradas)—similar en tamaño a Carolina del Sur o Escocia. En el año 2000 el país había sido consumido por la guerra civil desde 1991. Los West Side Boys eran una milicia que había estado implicada en la guerra civil. Al principio fueron leales al Frente Revolucionario Unido (RUF), el ejército rebelde opuesto al gobierno. Más tarde lucharon para el gobierno contra el RUF, y estuvieron implicados en al menos una operación dirigida por agentes británicos de intercambio de armas y suministros médicos. Pero los West Side Boys rechazaron integrarse en el reconstituido Ejército de Sierra Leona y comenzaron a operar como bandidos desde los pueblos abandonados de Magbeni y Gberi Bana, en lados opuestos de Rokel Creek.
Las Fuerzas Británicas fueron desplegadas en Sierra Leona en mayo de 2000, inicialmente para un operación de evacuación no combativa bajo el nombre clave de Operación Palliser, en que se encargaron de evacuar ciudadanos extranjeros—en particular aquellos del Reino Unido, demás países de la Commonwealth y otros para quienes el Gobierno Británico había aceptado responsabilidad consular. Como parte de la misión, las Fuerzas Británicas aseguraron el aeropuerto principal de Sierra Leona, Lungi. Habiendo asegurado Freetown y Lungi, y evacuado a los extranjeros que desearon partir, las fuerzas iniciales se marcharon y fueron reemplazadas por un "Equipo de Entrenamiento a Corto Plazo" (STTT en sus siglas en inglés), cuya misión era entrenar y reconstruir el Ejército de Sierra Leona. El STTT estuvo formado inicialmente por un destacamento del 2.º Batallón, el Royal Anglian Regiment, que fue reemplazado en julio de 2000 por el 1.er Batallón, el Regimiento Rea lrlandés(1 R IRISH).
El Servicio Aéreo Especial (SAS) es un cuerpo del Ejército Británico y forma parte de las Fuerzas especiales del Reino Unido. Consta de tres regimientos, del cual dos proceden del Ejército de Tierra y uno es un regimiento regular—el 22 Regimiento, que estuvo implicado en la Operación Barras. El SAS fue creado por el Coronel David Stirling en África en 1941, en el apogeo de la Segunda Guerra Mundial. Su función original era penetrar las líneas enemigas y atacar los aeródromos y las líneas de abastecimiento adentrándose en territorio enemigo, primero en el Norte de África y más tarde por el mediterráneo y la Europa ocupada. Stirling estableció el principio de utilizar equipos pequeños—habiéndose dado cuenta de que los equipos pequeños y bien entrenados podían a veces podrían resultar mucho más eficaces que una unidad con centenares de soldados. El SAS salió a la luz pública tras la Operación Nimrod, la operación para acabar con el asedio a la Embajada Iraní en 1980.
El 1.er Batallón, Regimiento de Paracaídas (1 PARA) es parte de la infantería del Ejército Británico así como del SAS, los aspirantes tienen que pasar un nivel adicional de escrutinio para ser aceptados. A diferencia de en el SAS, los nuevos reclutas pueden solicitar unirse al Regimiento de Paracaídas directamente desde el Centro de Formación de la Infantería de Catterick en Yorkshire (en el caso de soldados) o la Academia Militar Real, Sandhurst  (para oficiales). El regimiento, cuyo personal es comúnmente conocido como "paras", se especializa en paracaídas y otros tipos de inserciones aerotransportadas, y tiene vínculos estrechos con el SAS, proporcionando más personal propio que cualquiera otro regimiento.

## Captura de la patrulla irlandesa Real

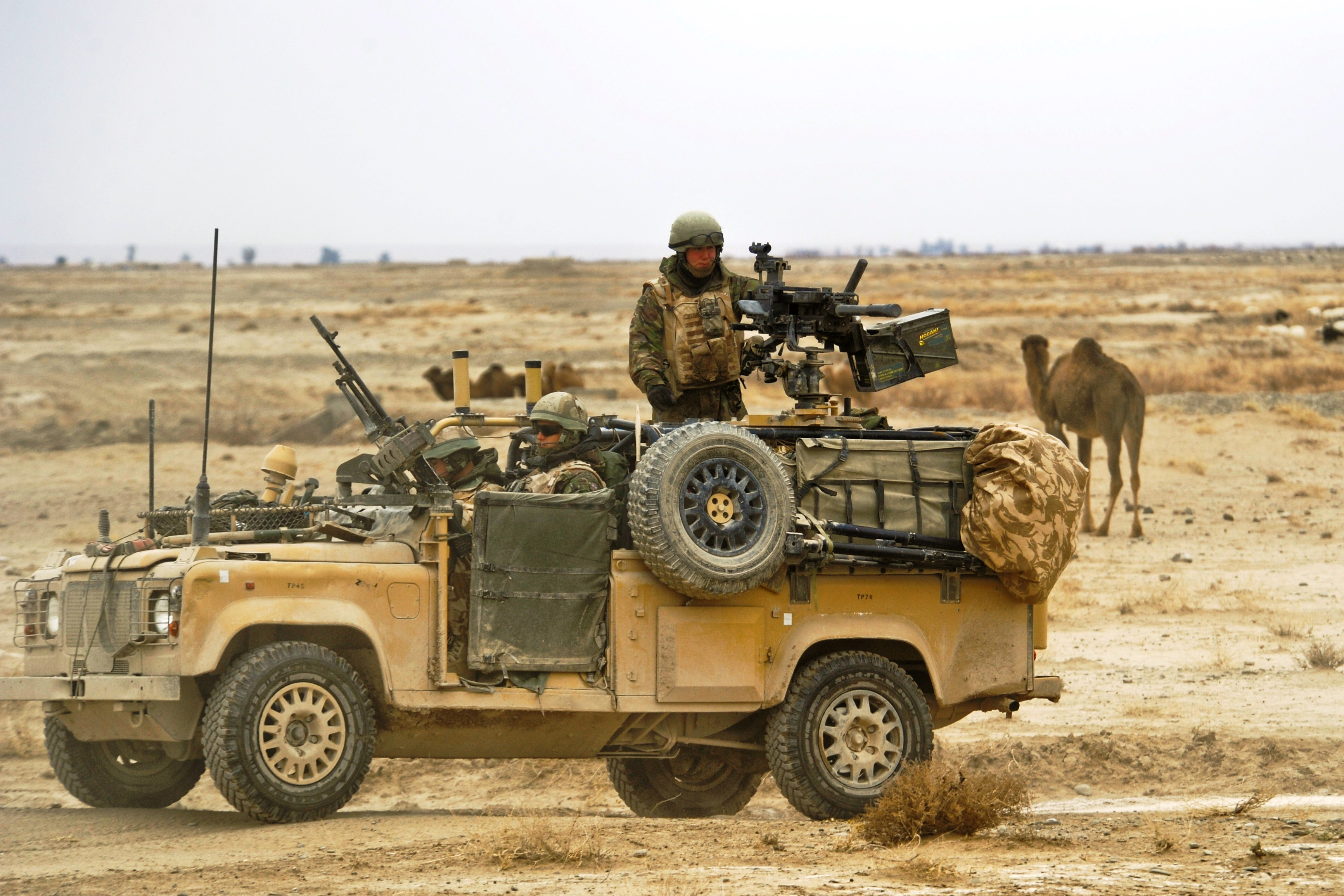
Un Land Rover Wolf ("Wimik"), similar a los vehículos utilizados por la patrulla Real Irlandesa, este en servicio con el Regimiento RAF.

El 25 de agosto de 2000, una patrulla del 1 R IRISH abandonó su base en Waterloo para visitar a las Fuerzas de Paz jordanas adjuntas a la Misión de Naciones Unidas en Sierra Leona (UNAMSIL) y emplazadas en Masiaka. A la hora de la comida, fueron informados de que los West Side Boys habían empezado el desarme, pese a su inicial reticencia, y el comandante de compañía— el Mayor Alan Marshall—decidió llevar a la patrulla a investigar en la ruta de vuelta a su base. La patrulla abandonó la carretera principal hacia una polvorienta pista que conducía al pueblo de Magbeni, donde los West Side Boys estaban emplazados. Conforme se acercaron a la base, fueron rodeados por un grupo numeroso de West Side Boys, quienes utilizaron un arma antiaérea montada en un camión Bedford MK para bloquear el paso de la patrulla. Marshall descendió de su vehículo, entonces se resistió, trató de agarrar su rifle y fue abatido. Él y el resto de la patrulla fueron llevados a la fuerza a canoas de un bancal de Rokel Creek y transportados a Gberi Bana, un pueblo al otro lado del río, justo río arriba del punto inicial de la confrontación.
Las Fuerzas Británicas en Sierra Leona operaban con la autorización del gobierno de Sierra Leona, pero el presidente Ahmad Kabbah permitió que las Fuerzas Británicas negocieran por sí solas la liberación de los soldados, ya que su gobierno carecía de la pericia requerida. Las negociaciones fueron dirigidas por el Teniente Coronel Simon Fordham, comandante en jefe del 1 R IRISH, quien estuvo asistido por un equipo reducido que incluía negociadores de rehenes de la Policía Metropolitana. Los West Side Boys no dejarían a los negociadores acercarse al pueblo de Magbeni más allá del final de la pista desde la carretera principal, por lo que Fordham se reunió allí con el autoproclamado "Brigadier"[nota 2] Foday Kallay, el líder de la banda, para negociar la liberación de los soldados. El 29 de agosto, Fordham solicitó prueba de que los soldados cautivos estaban todavía vivos, y Kallay llevó  con él a la reunión de aquel día a los dos oficiales del grupo—Marshall, el comandante de la compañía, y el Capitán Flaherty, el oficial de señales del regimiento. Durante la reunión, Flaherty estrechó la mano con Fordham y encubiertamente le pasó un croquis de Gberi Bana que detallaba el trazado del pueblo y el edificio en el que los soldados estaban retenidos.
Dos días más tarde, el 31 de agosto, cinco de los once rehenes fueron liberados a cambio de un teléfono vía satélite y suministros médicos. Los West Side Boys en principio habían decidido liberar a los hombres casados, pero en el último momento cambiaron de opinión y liberaron a tres rangers y a dos de los cabos. Los West Side Boys dijeron a los negociadores británicos que los oficiales y demás suboficiales no serían liberados hasta que las peticiones restantes de la banda estuvieran satisfechas. Los soldados liberados fueron llevados a interrogatorio al RFA Sir Percivale, de la Flota Real Auxiliar, cerca de la costa.
Tras la liberación de los soldados, el portavoz de los West Side Boys, autoproclamado "Coronel Camboya", utilizó el teléfono vía satélite para contactar con la BBC para una larga entrevista en la que esbozaron una serie de demandas, incluyendo un renegociación del Acuerdo de Paz de Lomé y la liberación de prisioneras retenidos por las autoridades de Sierra Leona. El  "Coronel Camboya" pronto agotó las baterías del teléfono, pero su llamada a la BBC permitió a los especialistas del Cuerpo Real de Señales determinar la posición exacta del teléfono.